# Daulatpur (Bardiya)
Pour les articles homonymes, voir Daulatpur.
Daulatpur (en népalais : दौलतपुर) est un comité de développement villageois du Népal situé dans le district de Bardiya. Au recensement de 2011, il comptait 7 524 habitants.